# Мідізм
Мідізм (грец. μηδισμός, medismos) — явище у Стародавній Греції, стосувалося акту наслідування, співчуття, співпраці чи приєднання до персів. Хоча термін «мідійці» зазвичай використовувався греками для позначення персів, строго кажучи, мідійці були окремим іранським народом, який перебував під владою персів. Греки почали використовувати термін «перси» приблизно в 470-х роках, про що свідчить п'єса Есхіла «Перси» в 472 році.
Мідізм взагалі вважався неприйнятним і навіть злочинним у багатьох грецьких містах-державах. Однак він не був під спеціально заборонено. В Афінах осіб, підозрюваних у мідізмі, звинувачували у державній зраді. Подібне ставлення можна спостерігати і в інших грецьких містах-державах. Наприклад, у Теосі закон класичного періоду передбачав, що кожному, хто зрадить місто, загрожуватиме смертна кара, без різниці між зрадою персам чи будь-якій іншій групі.
Видатні історичні постаті були втягнуті в суперечки, пов'язані з мідізмом. Фемістокл, афінський державний діяч, був підданий остракізму за його нібито мідізм. Павсаній, лідер Грецької ліги під час битви при Платеях, був звинувачений у мідізмі іншими державами-членами, що призвело до того, що Афіни захопили контроль над лігою. Геродот згадував про випадки «державного мідізму» в Егіні, Фессалії, Аргосі, Фівах та інших містах Беотії. В Афінах хитрі політики використовували народні настрої проти мідізму для особистої вигоди, що призвело до конфлікту між поетами Тімокреонтом Родоським і Сімонідом Кеосським, які підтримували Фемістокла та виступали проти нього відповідно.

## Додаткова література
- Мідізм: Співпраця Греції з Персією Ахеменідів Девіда Франка Графа
- Мідізм у шостому та п'ятому століттях до нашої ери Хелен Гаррієт Томпсон
- «Мідізм Фессалії», Генрі Дікінсон Вестлейк